# Cantiamo il Natale
Cantiamo il Natale è una doppia raccolta di Al Bano pubblicata in Italia nel 2016. Contiene 22 canzoni natalizie, tratte dai precedenti album da solista dedicati allo stesso argomento, tra le quali 3 sono inedite: Il Dio bambino, Gesù e così sia e Natale a Damasco. C'è anche una nuova versione di Feliz Navidad, la seconda dopo la prima incisa nel 1990 insieme a Romina Power.

## Tracce
CD1
1. Il Dio bambino (Detto Mariano)
2. Gesù e così sia (Albano Carrisi, Alterisio Paoletti, Fabrizio Berlincioni)
3. Natale a Damasco (Albano Carrisi)
4. Feliz Navidad (José Feliciano) (New Version)
5. Tu scendi dalle stelle (Alfonso Maria de' Liguori)
6. Bella notte (Sonny Burke, Peggy Lee, Albano Carrisi))
7. Io ti cerco (Albano Carrisi, Romina Power)
8. In lui vivrò (tradizionale, Albano Carrisi, Vincenzo Sparviero)
9. Magnificat (tradizionale, Marco Frisina)
10. Mary's Boy Child (Jester Hairston, Albano Carrisi, Romina Power)
11. Felice Natale (John Lennon, Yōko Ono, Albano Carrisi, Romina Power)

CD2
1. Caro Gesù (Albano Carrisi, Romina Power)
2. Padre nostro (tradizionale)
3. Il figlio delle Ande (Albano Carrisi, Fabrizio Berlincioni, Andrea Sacchi)
4. Bianco Natale (Irving Berlin, Filibello)
5. Ti ringrazio (Cesáreo Gabaráin, Albano Carrisi, Alterisio Paoletti)
6. Il piccolo tamburino (Katherine Kennicott Davis, Henry Onorati, Davis Simeone, Albano Carrisi, Romina Power)
7. Ave Maria, D839 (Franz Schubert, Albano Carrisi, Vito Pallavicini)
8. Astro del ciel (Franz Xaver Gruber)
9. Ave Maria, CG 89A (Johann Sebastian Bach, Charles Gounod)
10. Salve Regina (Franz Schubert, Andrea Lo Vecchio)
11. Adeste fideles (tradizionale)